# مستر كينيدي
المصارع كين انديرسونMr.Kennedy البطاقة الشخصية اللقبالاسم Ken Anderson الوزن 244 الطول 6.2 الضربة القاضية لكين انديرسونThe Kenton Bomb ولدفي 6 مارس عام 6791 تدرب علي يد Eric Hammers بدأ كين انديرسون حياتة في كجندي في الجيش الأمريكي وبعد طرقة ذهب لاتحاد لعروض WWE وسما نفسهمستر كينيدي وعاد سريعا مرة اخري الي WWE وبعد عودة جعلتة WWE يلعب في عروض Ovw لعب أول مباراة له امام المصارع فانكي وفاز بها وكان ذلك في عام 2005 دخل بعدها في عداوه لم تدم طويلا مع توني واختفت هذه العداوة سريعا لتظهر عداوه اخري مع المحبوب هارد كور هولي بعد عدة مناوشات تحدد لهم لقاء في النو مرسي وفاز في هذا اللقاء مستر كاندي واعادة اصابة هاردكورهولي القديمة في كتفة بعدها دخل عداوة اخري مع ايدي جاريرو المحبوب للجماهير وكانت اخر عداوة لجاريرو قبل وفاتة لعب كين انديرسون بعدها مع النجم بتيستا والحق به بتيستا Batista الاصابات وغاب مستركاندي لمدة ستة أشهر-وعند عودة دخل في عداوة مع سكوت هولي وفاز عليه ولعب عدة مبارايات دون هزيمة الي ان جاء لقائة مع مات هاردي وفي سمك دون تحدد لقاء بين بتيستا كين انديرسون ويالا المفاجأة يصعد بتيستا وبدل دخول كين انديرسون وفي زهول الجميع يظهر العملاق مارك هنري والحق ببتسيتا الاصابات في الجمجمة مما ادي الي غياب بتيستا عن المصارعة لمدة كبيرة فاز مستر كاندي ببطولة الولايات المتحدة عندما لعب مباراة ثلاثية امام فنلي ولاشلي وكانت أول بطولة عالمية له طالب مستر كاندي بالرحيل من سمك داون الي رو ولكن قال له المنظم لم يتبق سو الحانوتي الذي لم تلاقية وتحدد لهم لقاء في النو مرسي وخرب مستر كندي اللقاء بعد أن كان The Undertaker هو المسيطر لعب بعد ذلك مستر كندي وMVP مباراة ثنائية امام كين والاندرتيكر مباراة من نوع فيرست بلد First Blood وكدا اندرتيكر ان ينهي المباراة الي ان جاء MVP وضربة بالكرسي الحديد لينزق الدم من اندرتيكر ويفوز مستر كاندي توعد الاندرتيكر لمستر كاندي وبدأ في عمل الشو امام الجماهير واخافة مستر كاندي تحدد لهم لقاء من نوع لاست رايد وهو يتم فيه اللعب الي ان يضع أحد المصارعين الآخر في التابوت ويسير به وفاز اندتيكر باللقاء نشأت العداوة بين مستر كاندي وبتيستا مرة اخري بعد عودة وتحدد لهم لقاء وفي أثناء المباراة ركز مستر كاندي علي قدم بتيستا ولكن بتيستا هو الاقوي فلقد فاز بالمباراة وحافظ علي لقبة وجمهوره لعب بعد ذلك لقاءموني انذا بانكMoney in the Bank وفاز بها ولم يفرح بالفوز وهو فوق الحلبة الي ان طلع ايدج وضربة وانتزع الحقيبة تغيب بعدها مستر كاندي لمدة تتراوح بين 5 الي 7 شهور لعب علي حزام القارات امام اوماجا حامل اللقب وكرليتو وفاز اوماجا وظل حامل لقب القارات Intercontinental champion ظهر بعد ذلك احداث غريبة وهي شائعات تقول ان مستر كينيدي ابن غير شرعي لمستر فينس كاندي مكمان-وظهر الدكتور رفالدو وقال انه ليس ابنه بل هي مجر شائعات لعب بعد ذلك مستر كاندي امام جون سينا حامل اللقب وخسر اللقاء بالستسلام وفاز جون سينا وصعد اورتن وضرب جون سينا لتحداه علي الحزام دخل بعد ذلك عداوة مع العظيم شون مايكل HBK ولم يكن شون مايكل بالخصم السهل فقد اطاح بمستر كاندي في عدد من اللقاءات المنظمة والغير منظمة واذاق مستر كاندي طعم ال سويتش ميزك وهي الضربة النهائية لشون مايكل
إضافة رد
جديد
رد سريع

## البطولات والألقاب
بطل ماني إن ذا بانك 2007 بطل حزام أمريكا مرة واحدة

## في المصارعة العالمية الترفيهية (WWE)
- WWE United States title (مرة واحدة).
- Mr. Money in the Bank (2007).

## توتال نون ستوب أكشن ريسلنغ(TNA):
- TNA World Heavyweight Championship

## روابط خارجية
- مستر كينيدي على موقع IMDb (الإنجليزية)
- مستر كينيدي على موقع قاعدة بيانات الفيلم (الإنجليزية)
- مستر كينيدي على موقع دبليو دبليو إي (الإنجليزية)
- مستر كينيدي على موقع WrestlingData.com (الإنجليزية)
- مستر كينيدي على موقع CageMatch worker (الإنجليزية)
- مستر كينيدي على موقع قاعدة بيانات المصارعة على الإنترنت (الإنجليزية)
- مستر كينيدي على موقع عالم المصارعة على الإنترنت (الإنجليزية)
- مستر كينيدي على موقع عالم المصارعة على الإنترنت (الإنجليزية)